# Україна в огні 2
«Україна в огні 2» — документальний серіал про вторгнення Росії в Україну, створений за відеоматеріалами очевидців. Назва фільму — сучасна алюзія на кіноповість Олександра Довженка «Україна в огні». Перший епізод стрічки вийшов онлайн 1 березня 2022 року.

## Сюжет
Основа сюжету фільму — події російсько-української війни від 24 лютого 2022 року — початку вторгнення Росії в Україну. Обстріл міста Старобільськ, спроби мирних жителів зупинити пересування російської військової техніки, дії російських диверсантів у містах та інші трагічні та драматичні події війни представлені у фільмі фрагментами хронік. Тривалість епізоду серії складає 1 хвилину, формат соцмереж, 9:16.

## Історія фільму
«Україна в огні 2» — кінематографічне продовження кіноповісті Олександра Довженка «Україна в огні» (1943, 1962). Фільм за назвою подібний, але відмінний за змістом від фільму «Україна у вогні» (англ. Ukraine on Fire, 2016), який подає події Революції Гідності з путінської точки зору (наприклад, звинувачуючи українців у збитті малазійського Boeing 777). В цьому світлі «Україна в огні 2» — відповідь на фільм «Україна у вогні».
На 2 січня 2023 року було випущено 326 серій. Тоді серіал складався з 20 різних циклів. Станом на вересень 2024 року вийшло 900 серій фільму. До серіалу включено біля 30 різних циклів, як то «Герої України», «Російські воєнні злочини», «Остання зйомка», «Кохайтеся, чорнобриві» тощо. На початок 2025 року вийшло понад 1 055 серій фільму.

## Відзнаки та нагороди
10 вересня 2024 року фільм отримав «Золоту дзиґу» в номінації «Найкращий серіал» Сьомої Національної кінопремії.